# Wilhelm Joswig
Wilhelm Joswig (2 de fevereiro de 1912 - 7 de julho de 1989, Estugarda) foi um piloto alemão da Luftwaffe durante a Segunda Guerra Mundial, considerado um dos melhores pilotos de Stuka. Voou 820 missões de combate (70 das quais com um Focke-Wulf Fw 190), nas quais destruiu um submarino, três navios, 88 tanques, 13 pontes, dois comboios e duas aeronaves. Foi condecorado com a Cruz Germânica em ouro e com a Cruz de Cavaleiro da Cruz de Ferro.